# جان بکرام
جان بکرام (انگلیسی: John Beckram; ۰ اوت ۱۸۸۱ – ۱۹ مارس ۱۹۳۳) بازیکن فوتبال اهل بریتانیا بود.
از باشگاه‌هایی که در آن بازی کرده‌است می‌توان به باشگاه فوتبال شفیلد یونایتد و باشگاه فوتبال برادفورد سیتی اشاره کرد.